# Mihai Pălădescu
Mihai Pălădescu (n. 5 ianuarie 1928, Găvănoasa, județul Cahul - d. 18 iunie 1986, București) a fost un actor român de teatru și film.

## Biografie
A jucat ca actor la Teatrul de Stat din Brăila, Teatrul de Stat din Galați și Teatrul de Comedie, din București.
A fost căsătorit cu actrița Sanda Toma.

## Filmografie
- Tudor (1963)
- Meandre (1967) - arhitectul Petru
- Răpirea fecioarelor (1968) - Maillard, sfetnicul pașei Osman Pazvantoğlu
- Răzbunarea haiducilor (1968) - Maillard, sfetnicul pașei Osman Pazvantoğlu
- Tinerețe fără bătrînețe (1969) - Vrăjitoarea
- Simpaticul domn R (1969)
- Serata (1971) - maiorul german Merck
- Nebunia lui Pantalone (1971)
- Felix și Otilia (1972) - dublaj voce Simion Tulea
- Despre o anume fericire (1973)
- Trecătoarele iubiri (1974)
- Stejar – extremă urgență (1974) - inginerul Comșa
- Evadarea (1975) - generalul român
- Gloria nu cântă (1976)
- Buzduganul cu trei peceți (1977) - hatmanul Zamolski
- Iarba verde de acasă (1977) - profesorul Tudor Nedelcu, directorul școlii
- Revanșa (1978) - medic
- Das verschollene Inka-Gold (1978)
- Vlad Țepeș (1979) - papa Pius al II-lea
- Bietul Ioanide (1980) - profesorul universitar Panait Suflețel
- Casa dintre cîmpuri (1980) - Grigore
- Fata morgana (1981)
- Iancu Jianu zapciul (1981)
- Punga cu libelule (1981)
- Ștefan Luchian (1981)